# Upplands runinskrifter 949
Upplands runinskrifter 949 är en runsten som är rest vid ett fält vid Lunda, Danmarks socken, Uppsala kommun.

## Stenen
Runstenen är av grå granit, 1,6 meter hög, 0,65 meter bred och 0,4 meter tjock. Ristningen är mycket sliten. Runhöjden är 7 centimeter. Enligt Upplands runinskrifter är ytan mycket skrovlig och full av hål och andra fördjupningar, och därför egentligen mycket olämplig för ristning. Runstenen påträffades år 1938 vid plöjning i en åker.

## Inskriften
Translitterering av runraden:
... ...s- · stin · iftiʀ --lkir · faþur sin · ha... ...iuþu...
Normalisering till runsvenska:
... [ræi]s[a] stæin æftiʀ --lkir, faður sinn. Ha[nn] ...
Översättning till nusvenska:
... resa stenen efter ..., sin fader. Han ...

## Tolkningar
- - Ikir är möjligen namnet HolgeR, HolmgœÍRR, som är ett vanligt mansnamn i runinskrifter.

## Bildgalleri

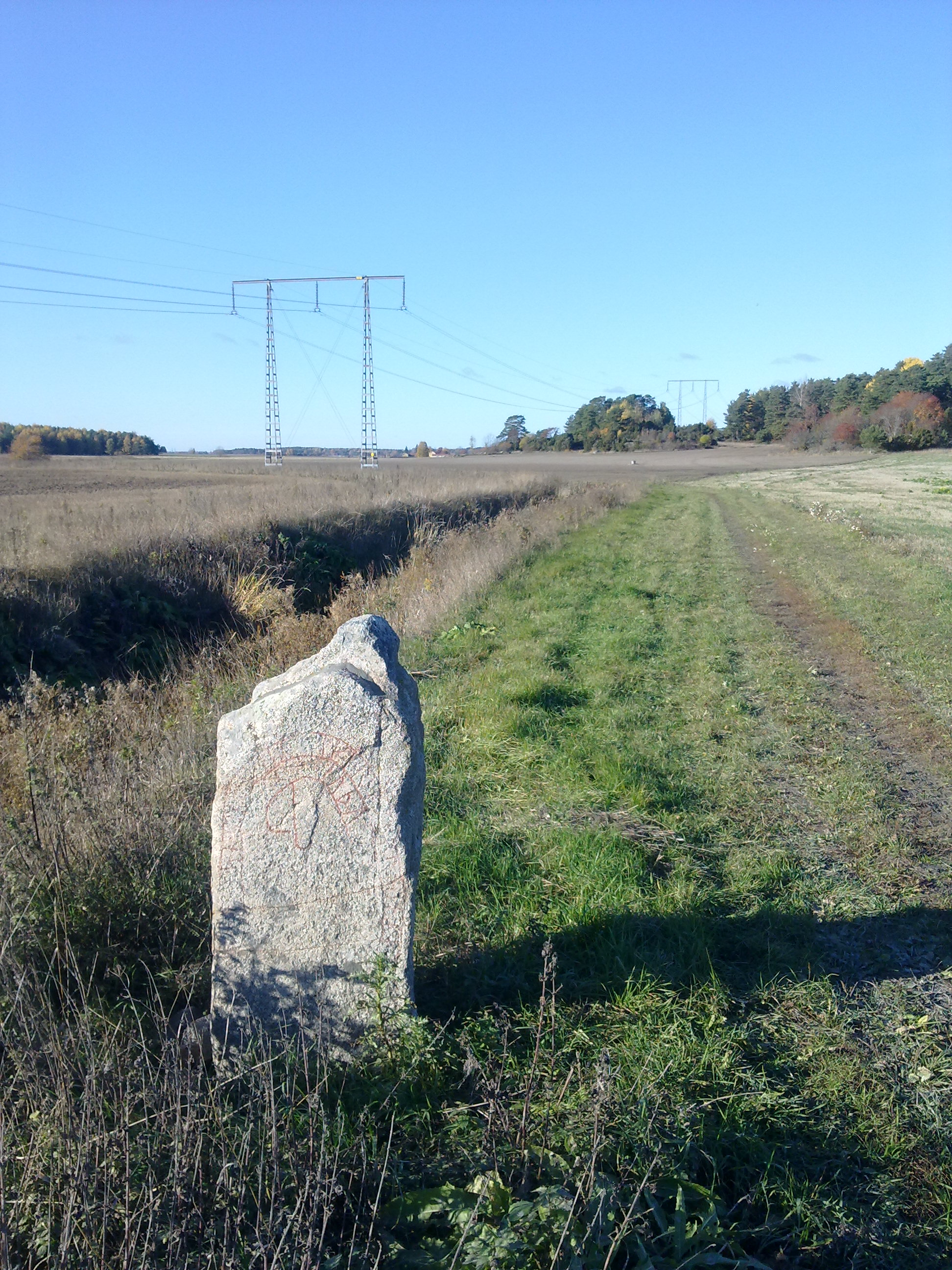
U 949 år 2013
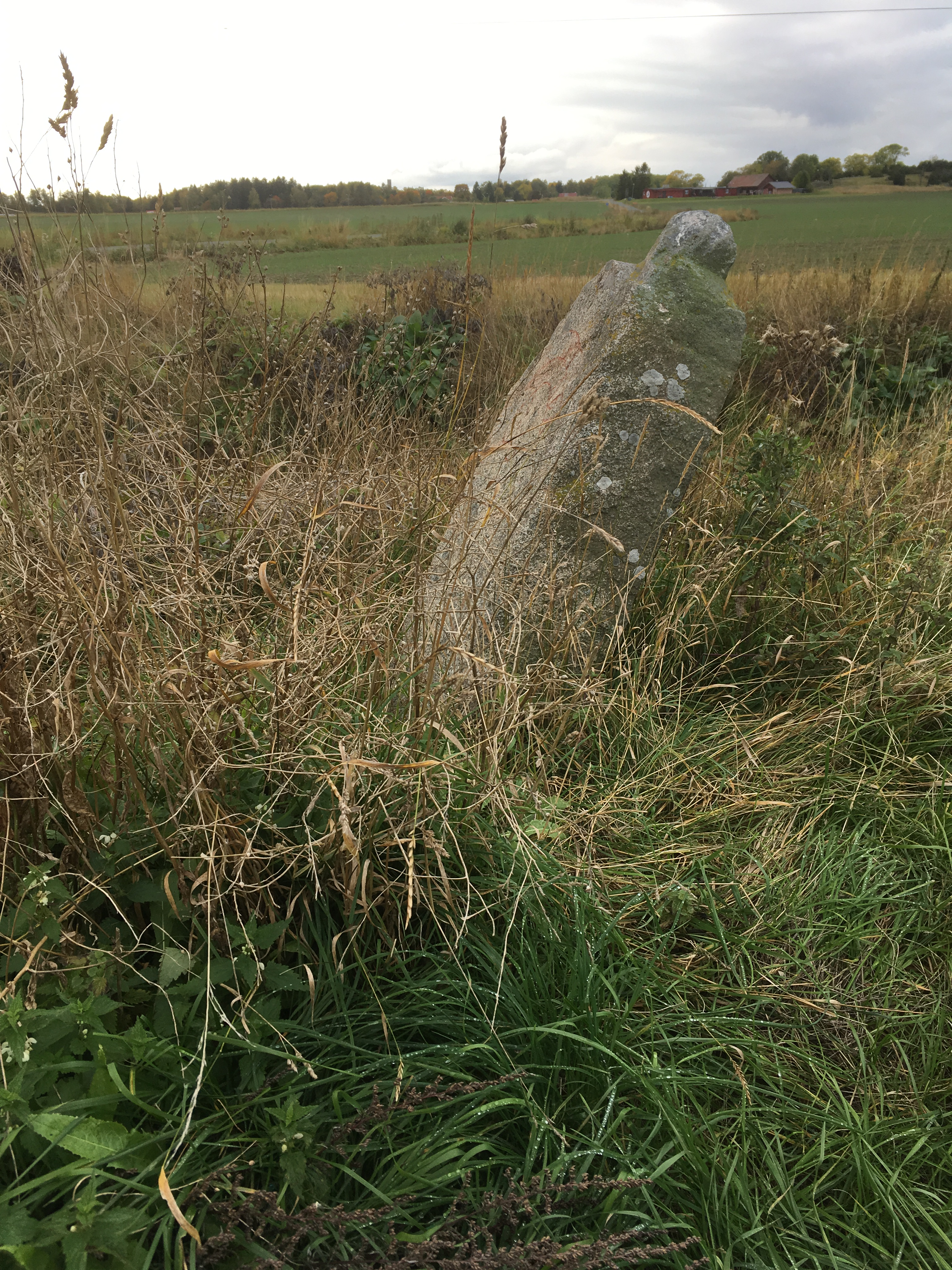
U 949 år 2019, då stenen fallit bakåt